# Saniculoideae
Saniculoideae je potporodica štitarki. Sastoji se od deset rodova unutar 3 tribusa sa vrstama raširenih po svim kontinentima. Najvažniji i tipični rod je milogled ili zdravčica (Sanicula) rasprostranjen posvuda osim Australije. Ostali poznatiji rodovi su lisjak ili zvjezdanka (Astrantia) i kotrljan (Eryngium ).

## Tribusi i rodovi
1. Tribus Phlyctidocarpeae Magee, C. I. Calviño, M. Liu, S. R. Downie, Tilney & B.-E. van Wyk
  1. Phlyctidocarpa Cannon & Theob. (1 sp.)
2. Tribus Steganotaenieae C. I. Calviño & S. R. Downie
  1. Polemanniopsis B. L. Burtt (2 spp.)
  2. Steganotaenia Hochst. (3 spp.)
3. Tribus Saniculeae W. D. J. Koch
  1. Arctopus L. (3 spp.)
  2. Alepidea F. Delaroche (30 spp.)
  3. Actinolema Fenzl (2 spp.)
  4. Astrantia L. (7 spp.)
  5. Eryngium L. (240 spp.)
  6. Petagnaea Caruel (1 sp.)
  7. Sanicula L. (46 spp.)